# The New York Times Book Review
The New York Times Book Review (NYTBR) este o revistă supliment săptămânală a ziarului The New York Times în care sunt recenzate cărți noi de ficțiune și non-ficțiune. Este una dintre cele mai influente și mai citite publicații de recenzii de carte. Birourile publicației sunt situate în apropiere de Times Square din orașul New York.

## Privire de ansamblu
The New York Times a publicat o secțiune de recenzie de carte începând din 10 octombrie 1896, anunțând:
„Începem astăzi publicarea unui supliment ce conține recenzii ale cărților noi ... și alte chestiuni interesante ... asociate cu știrile zilei.”—10 octombrie 1896, 'The New York Times
Publicul-țintă este cititorul adult inteligent, cu un interes general. Times publică două versiuni în fiecare săptămână: una separată vândută prin abonament, librării și chioșcurile de ziare, iar cealaltă inclusă ca insert în fiecare ediție de duminică a Times (exemplarele sunt identice).
În fiecare săptămână NYTBR primește între 750 și 1000 de cărți de la autori și editori prin e-mail, dintre care doar 20-30 sunt alese pentru analiză. Cărțile sunt selectate de către „redactorii de previzualizare” care citesc peste 1.500 de șpalturi pe an. Procesul de selecție se bazează pe găsirea de cărți care sunt importante și valoroase, precum și pe descoperirea de noi autori ale căror cărți sta deasupra mulțimii. Cărțile autopublicate nu sunt examinate, în general, ca o chestiune de politică. Cărțile care nu au fost selectate pentru recenzie sunt stocate într-o „cameră de cărți inutile” și apoi vândute. În anul 2006 compania Barnes & Noble a achiziționat cam o dată pe lună cărțile aflate în acea cameră, iar veniturile au fost donate apoi de NYTBR pentru activități de caritate. Cărțile care sunt recenzate sunt, de obicei, donate recenzentului.
În anul 2015 toți criticii care realizau recenzii lucrau independent; NYTBR nu avea o echipă proprie de critici. În anii anteriori, NYTBR a avut critici proprii sau un amestec de critici proprii și critici independenți. Cărțile trec mai întâi pe la un „redactor de previzualizare” care colaborează cu criticul independent în crearea recenziei finale. Criticii independenți pot fi angajați ai New York Times, care lucrează în cadrul altor departamente. Printre criticii independenți se află, de asemenea, critici literari profesioniști, scriitori, profesori universitari și artiști care scriu recenzii pentru NYTBR în mod regulat.
Personalul revistei mai este format dintr-un redactor-șef și câțiva redactori seniori, o echipă de redactori, un redactor al paginii de scrisori de la cititori, ziariști care scriu articole săptămânale, cum ar fi coloana „Paperback Row”, un redactor de producție, un departament care se ocupă de situl web și de publicarea articolelor pe Internet etc. În afară de revista tipărită, există un site Internet care oferă conținut suplimentar, inclusiv interviuri audio cu autori în cadrul seriei „Book Review Podcast”.
Suplimentul editorial publică în fiecare săptămână renumita și influenta listă de bestseller-uri ale New York Times, care este alcătuită de redactorii departamentului „Știri și Rapoarte”.
Pamela Paul a fost numit senior editor în primăvara anului 2013. Sam Tanenhaus a fost senior editor din primăvara anului 2004 până în primăvara anului 2013.

## Cele mai bune cărți ale anului și cele mai importante cărți
În fiecare an, la începutul lunii decembrie, este publicată o listă cu cele „100 de cărți importante ale anului”. Ea conține câte 50 de titluri de cărți de ficțiune și non-ficțiune care au fost recenzate anterior. Din lista de 100 de cărți, 10 cărți sunt incluse în lisa „Cele mai bune cărți ale anului”, câte cinci de ficțiune și de non-ficțiune. Printre listele alcătuite la sfârșitul anului se află și lista celor mai bine ilustrate cărți pentru copii, din care fac parte 10 cărți alese de un juriu.

## Studii
În 2010 profesorii de la Stanford Alan Sorenson și Jonah Berger au publicat un studiu care examinează efectul generat de recenziile pozitive sau negative din New York Times Book Review asupra vânzărilor de cărți. Ei au constatat că toate cărțile au beneficiat de pe urma recenziilor pozitive, în timp ce vânzările cărților unor autori populari sau bine-cunoscuți au fost influențate negativ de recenziile negative. Autorii mai puțin cunoscuți au beneficiat de pe urma recenziilor negative; cu alte cuvinte, publicitatea negativă a impulsionat de fapt vânzările de carte.
Un studiu publicat în 2012 de profesoara universitară și autorea Roxane Gay a constatat că 90% din recenziile de carte publicate de New York Times în anul 2011 au fost ale unor cărți scrise de autori albi. Gay a spus: „cifrele reflectă tendința generală din activitatea de editare în care majoritatea cărților publicate sunt scrise de scriitori albi”. La data raportului, 72% din populația Statelor Unite ale Americii aparținea rasei albe.